# Voduška
Voduška (Kobus) je rod sudokopytníků aktuálně zahrnující šest druhů afrických antilop, které jsou vázány na bažiny, záplavové oblasti nebo jiné travnaté plochy v blízkosti vody.
Vodušky jsou pohlavně dimorfní, samice jsou menší a nemají rohy jako samci.
Patří do skupiny bahnivci (Reduncini).

## Přehled žijících druhů
- voduška červená (Kobus leche)
- voduška konžská (Kobus anselli) nebo též voduška červená konžská (Kobus leche anselli)
- voduška abok (Kobus megaceros)
- voduška puku (Kobus vardonii)
- voduška kob (Kobus kob)
- voduška velká (Kobus ellipsiprymnus)